# Putte (pjäs)
Putte är en pjäs av Alfhild Agrell, aldrig uppförd men publicerad i Norrlands Jultidning 1898. 2012 utgavs den för första gången i bokform i samlingen Dramatiska arbeten.

## Handling
En hundägare kommer hem tidigt en morgon efter att ha varit på bal. Både matte och hunden Putte är trötta. När matte försöker sova lämnar Putte henne ingen ro då hon inte följt deras vanliga kvällsritual. En kort kamp följer som vinns av hunden. Matte tvingas gå upp ur sängen och göra om sin entré.

## Personer
- Putte, hund
- Matte, härskare